# Eleições legislativas em Macau em 2021
As eleições legislativas em Macau em 2021 foram realizadas no dia 12 de Setembro de 2021 e tinha por objectivo a eleição de 26 deputados à Assembleia Legislativa de Macau (num total de 33 deputados), sendo 12 eleitos por sufrágio indirecto (isto é, por um número restrito e selecto de dirigentes associativos que representavam certos sectores de interesses) e 14 por sufrágio universal directo (isto é, por todos os cidadãos adultos recenseados que residiam permanentemente em Macau). Os restantes 7 deputados à Assembleia Legislativa não eram eleitos, mas sim nomeados pelo Chefe do Executivo de Macau.

## Eleitores

### Quem pode votar?
No sufrágio directo, todos os residentes permanentes da Região Administrativa Especial de Macau da República Popular da China (RAEM), maiores de 18 anos, gozam de capacidade eleitoral activa, desde que estejam devidamente recenseados. No sufrágio indirecto, gozam de capacidade eleitoral activa todas as pessoas colectivas (associações ou organizações representativas locais), devidamente registadas e recenseadas, que tenham sido reconhecidas como pertencentes aos respectivos sectores de interesses "há, pelo menos, quatro anos e tenham adquirido personalidade jurídica há, pelo menos, sete anos." Cada pessoa colectiva "tem direito a um número máximo de vinte e dois votos, os quais são exercidos por outros tantos votantes escolhidos de entre os membros dos respectivos órgãos de direcção ou administração, que estejam em exercício na data da marcação das eleições."

### Número de eleitores recenseados
Assim, em 2021, estavam recenseados 323 907 eleitores individuais ou singulares para as eleições por sufrágio directo e 17 886 votantes em representação de 813 eleitores colectivos (pessoas colectivas) para as eleições por sufrágio indirecto.

## Regra da atribuição de mandatos
Nas eleições legislativas, em ambos os sufrágios, "a conversão dos votos em mandatos faz-se na seguinte forma: o número de votos obtido por cada candidatura é dividido sucessivamente por 1, 2, 4, 8 e demais potências de 2, até ao número de mandatos a distribuir, sendo os quocientes alinhados por ordem decrescente da sua grandeza numa série de tantos termos quantos os mandatos.".

## Desqualificação de candidatos
Pela primeira vez desde o estabelecimento da Região Administrativa Especial de Macau (20 de Dezembro de 1999), em Julho de 2021, a Comissão de Assuntos Eleitorais da Assembleia Legislativa (CAEAL), de acordo com a Lei Eleitoral, desqualificou 21 candidatos de 6 listas do sufrágio directo, "por não serem fiéis a Macau ou não defenderem a Lei Básica."
Três listas pró-democracia foram totalmente excluídas, com um total de 15 candidatos, que estavam de alguma forma ligados à Associação Novo Macau. Estas três listas eram: a Associação do Novo Progresso de Macau, liderado por Sulu Sou Ka Hou (deputado na legislatura de 2017-2021); a Associação Próspero Macau Democrático, liderado por Scott Chiang e secundado por António Ng Kuok Cheong (deputado entre 1992 e 2021); e a Associação do Progresso de Novo Macau, liderada por Paul Chan Wai Chi (deputado entre 2009-2013). Os outros candidatos excluídos eram Cloee Chao e Lei Man Chao, da lista "Novos Jogos de Macau" (defensora dos trabalhadores do sector do Jogo); Lee Sio Kuan e Kuong Kai Nang, da lista "Ou Mun Kong I"; e Tommy Lo e Wu Shaohong, da lista "Macau Vitória".
O Tribunal de Última Instância (TUI) pronunciou-se a favor da decisão da CAEAL de excluir as três listas pró-democracia de participarem das eleições legislativas de 2021, por serem infiéis a Macau e não defenderem a Lei Básica. As evidências eram a participação de candidatos excluídos "em actividades de apoio incompatíveis com a Lei Básica, ou que provam que são infiéis à RAEM." Estas actividades estavam relacionadas com o "4 de Junho", a "Carta Constitucional 08" e a “Revolução de Jasmim”. Nestas actividades, foram defendidas reformas democráticas na China e o derrube do Governo Central e do Partido Comunista da China, cuja liderança no governo nacional em Pequim passou, em 2018, a ser explicitamente protegida pela Constituição da República Popular da China (Artigo 1.º).

## Resultados

### No sufrágio directo
Nestas eleições, existiu mais candidatos do que os 14 lugares reservados para os deputados eleitos por sufrágio directo, havendo por isso concorrência. Um total de 137 279 cidadãos votaram nestas eleições, ou seja, apenas 42.38% do total dos eleitores inscritos. A taxa de abstenção foi bastante alta, sendo necessário recuar até 1992 para encontrar uma taxa de abstenção superior a 50%.
Na lista a seguir, estão os resultados obtidos pelas 14 listas (pela sua ordem numérica saída do sorteio) que concorreram nas eleições directas de 2021:
| Número | Lista                                          | N° de Votos | %      | Mandatos | Deputados                                 | Plataforma |
| ------ | ---------------------------------------------- | ----------- | ------ | -------- | ----------------------------------------- | --- |
| 1      | União de Macau-Guangdong (UMG)                 | 16 813      | 12.73% | 2        | Zheng Anting; Lo Choi In                  | Pró-empresarial e comunidade originária de Jiangmen.                                                                                      |
| 2      | Observatório Cívico                            | 3729        | 2.82%  | 0        |                                           | Centrista, reformista. |
| 3      | Associação dos Cidadãos Unidos de Macau (ACUM) | 26 599      | 20.14% | 3        | Si Ka Lon; Song Pek Kei; Lei Leong Wong   | Pró-empresarial; Aliança de Povo de Instituição de Macau; comunidade originária de Fujian.                                                |
| 4      | Plataforma para os Jovens                      | 542         | 0.41%  | 0        |                                           | |
| 5      | Energia Colectiva de Macau                     | 918         | 0.70%  | 0        |                                           | |
| 6      | Poder da Sinergia                              | 8764        | 6.64%  | 0        | Lam U Tou                                 | Centrista, reformista. |
| 7      | Força do Diálogo                               | 1433        | 1.09%  | 0        |                                           | |
| 8      | União Promotora para o Progresso (UPP)         | 15 102      | 11.43% | 2        | Leong Hong Sai; Ngan Iek Hang             | Tradicional (pró-Pequim); União Geral das Associações dos Moradores de Macau (Kai Fong).                                                  |
| 9      | Aliança de Bom Lar                             | 14 232      | 10.78% | 2        | Wong Kit Cheng; Ma Io Fong                | Tradicional (Pró-Pequim); Associação Geral das Mulheres de Macau.                                                                         |
| 10     | Ou Mun Kong                                    | 778         | 0.59%  | 0        |                                           | Populista |
| 11     | União para o Desenvolvimento (UPD)             | 23 761      | 17.99% | 2        | Lei Cheng I; Leong Sun Iok                | Tradicional (pró-Pequim); Federação das Associações dos Operários de Macau (interesses laborais)                                          |
| 12     | Poderes do Pensamento Politico                 | 834         | 0.63%  | 0        |                                           | Funcionários públicos. |
| 13     | Aliança Para a Promoção da Lei Básica de Macau | 334         | 0.25%  | 0        |                                           | |
| 14     | Nova Esperança                                 | 18 232      | 13.80% | 2        | José Maria Pereira Coutinho; Che Sai Wang | Associação dos Trabalhadores da Função Pública de Macau; pró-democrata; direitos laborais e sociais comunidade macaense/portuguesa local. |

Houve ainda 3141 votos em branco e 2067 votos nulos nestas eleições por sufrágio directo.

### No sufrágio indirecto
No sufrágio indirecto, o sistema eleitoral reserva 4 lugares para o sector industrial, comercial e financeiro (interesses empresariais); 3 lugares para o sector profissional (interesses profissionais); 2 lugares para o sector do trabalho (interesses laborais); outros 2 lugares para o sector cultural e desportivo (interesses culturais e desportivos); e 1 lugar para o sector dos serviços sociais e educacional (interesses assistenciais/sociais e educacionais). Cada sector de interesses possui o seu próprio colégio eleitoral, constituído por pessoas colectivas (associações) locais com capacidade eleitoral activa que representam os interesses abrangidos por esses sectores. Cada pessoa colectiva "tem direito a um número máximo de vinte e dois votos, os quais são exercidos por outros tantos votantes escolhidos de entre os membros dos respectivos órgãos de direcção ou administração, que estejam em exercício na data da marcação das eleições."
Como nestas eleições por sufrágio indirecto só houve uma lista única de candidatos a concorrer em cada um destes cinco sectores de interesses, todos eles acabaram por ser eleitos. A seguir, estão mencionados os resultados eleitorais obtidos pelas cinco listas únicas, que originaram os 12 deputados eleitos indirectamente, segundo o seu sector de interesses:

#### Sector industrial, comercial e financeiro
A única lista que apresentou candidatos para este sector foi a União dos Interesses Empresariais de Macau (OMKC), que obteve 969 votos, num colégio eleitoral constituído por 2398 indivíduos com direito a voto (em representação de 109 pessoas colectivas diferentes), dos quais apenas 983 votaram. Assim, os 4 deputados eleitos em lista única foram:
- Kou Hoi In
- José Chui Sai Peng
- Ip Sio Kai
- Wang Sai Man

#### Sector profissional
A única lista que apresentou candidatos para este sector foi a União dos Interesses Profissionais de Macau (OMCY), que obteve 624 votos, num colégio eleitoral constituído por 1364 indivíduos com direito a voto (em representação de 62 pessoas colectivas diferentes), dos quais apenas 668 votaram. Assim, os 3 deputados eleitos em lista única foram:
- Chui Sai Cheong
- Vong Hin Fai
- Chan Iek Lap

#### Sector do trabalho
A única lista que apresentou candidatos para este sector foi a Comissão Conjunta da Candidatura das Associações de Empregados (CCCAE), apoiada pela Federação das Associações dos Operários de Macau, que obteve 1074 votos, num colégio eleitoral constituído por 1606 indivíduos com direito a voto (em representação de 73 pessoas colectivas diferentes), dos quais apenas 1101 votaram. Assim, os 2 deputados eleitos em lista única foram:
- Lam Lon Wai
- Lei Chan U

#### Sector cultural e desportivo
A única lista que apresentou candidatos para este sector foi a União Cultural e Desportiva do Sol Nascente (União do Sol Nascente), que obteve 2317 votos, num colégio eleitoral constituído por 9020 indivíduos com direito a voto (em representação de 410 pessoas colectivas diferentes), dos quais apenas 2423 votaram. Assim, os 2 deputados eleitos em lista única foram:
- Chan Chak Mo
- Angela Leong On Kei[nota 2]

#### Sector dos serviços sociais e educacional
A única lista que apresentou candidatos para este sector foi a Associação de Promoção do Serviço Social e Educação (APSSE), que obteve 1776 votos, num colégio eleitoral constituído por 3498 indivíduos com direito a voto (em representação de 159 pessoas colectivas diferentes), dos quais apenas 1825 votaram. Assim, o único deputado eleito em lista única foi:
- Ho Ion Sang[nota 3]

## Nomeações feitas pelo Chefe do Executivo
Os restantes 7 deputados foram nomeados pelo Chefe do Executivo, no dia 21 de Setembro de 2021, completando assim a nova composição da Assembleia Legislativa de Macau para a legislatura de 2021-2025. Os 7 deputados nomeados eram:
- Ma Chi Seng[nota 4]
- Iau Teng Pio;
- Pang Chuan;
- Wu Chou Kit;
- Kou Kam Fai;
- Chan Hou Seng;
- Cheung Kin Chung.